# Medina de las Torres
Medina de las Torres település Spanyolországban, Badajoz tartományban. Medina de las Torres Alconera, Zafra, Puebla de Sancho Pérez, Usagre, Calzadilla de los Barros, Fuente de Cantos, Valencia del Ventoso és Atalaya községekkel határos. Lakosainak száma 1166 fő (2024).

## Népesség
A település népessége az utóbbi években az alábbiak szerint változott:
| Lakosok száma | 1512 | 1420 | 1384 | 1338 | 1316 | 1287 | 1256 | 1184 | 1163 | 1166 |
|               | 2001 | 2004 | 2006 | 2009 | 2011 | 2014 | 2016 | 2019 | 2021 | 2024 |